# Seething
Seething is een civil parish in het bestuurlijke gebied South Norfolk, in het Engelse graafschap Norfolk met 365 inwoners.